# Enrique Azcoaga
Enrique Azcoaga Ibas (Madrid, 1912 - 1985) fue un escritor, poeta y crítico de arte español, adscrito al movimiento conocido como Generación del 36.

## Biografía
Estudió en la escuela de Artes y Oficios, y luego se dedicó a viajar por España. Conoció al poeta Miguel Hernández, que influiría en gran medida en su creación posterior. Colaboró en los diarios El Sol y Luz. Fue uno de los fundadores de Hoja literaria junto con Arturo Serrano Plaja y Antonio Sánchez Barbudo. Además participó en actividades culturales patrocinadas por el gobierno de la República como Patronato de Misiones Pedagógicas. En 1933 logró el Premio Nacional de Literatura por su libro Línea y Acento, aunque por su deseo el premio figura como inédito. Tras la guerra civil colabora junto con Eugenio d'Ors en la Academia Breve de Crítica de Arte, además funda la revista Cartel de las Artes y Mairena. También colaborará durante breve tiempo con la revista universitaria Haz.
Abrumado por el ambiente represivo que se vive en España durante la década de 1940 emigra a Iberoamérica en busca de la libertad creativa. Durante once años reside en Buenos Aires donde funda la revista Atlántida. De regreso a España es galardonado con el premio Lázaro Galdiano. Es autor de una extensísima obra literaria de la que destacaremos sus libros de poemas: La piedra solitaria, El canto cotidiano, El poema de los tres carros, La dicha compartida, Dársena del hombre y Olmeda; como novelista: El empleado, La arpista, Diana o la casualidad y La prueba del mar; como crítico de arte: Entregas, El cubismo, Goya, La escultura de Cristino Mayo, Redondela, Alberto, La pintura para vivir de Martínez Novillo, Los dibujos de Gregorio del Olmo y Las pinturas morales de Vela Zanetti.